# Ungentle Exhumation
Ungentle Exhumation — демо-альбом канадской дэт-метал-группы Cryptopsy, выпущенный в 1993 году на аудиокассете. Это единственный официальный релиз группы под названием Cryptopsy до выхода дебютного студийного альбома Blasphemy made flesh (1994).